# Толубко, Владимир Фёдорович
Влади́мир Фёдорович Толу́бко (12 [25] ноября 1914, Константиноград, Полтавская губерния, ныне город Красноград, Харьковская область, Российская империя — 17 июня 1989, Москва) — советский военачальник, главный маршал артиллерии (1983), главнокомандующий РВСН — заместитель министра обороны СССР (1972—1985), Герой Социалистического Труда (1976). Член ЦК КПСС (1976—1989). Депутат Верховного Совета СССР 8—11 созывов (1970—1989).

## Молодые годы
Родился в семье рабочего. Украинец.
Окончил 7 классов средней школы в 1930 году, педагогические курсы в 1931 году. С 1931 года — учитель в Крестищенской средней школе. С мая 1932 — инструктор райкома комсомола в Краснограде.

## Предвоенные годы и Великая Отечественная война
Призван в Красную Армию в ноябре 1932 года, окончил школу младшего комсостава сапёрного эскадрона 14-й кавалерийской дивизии в 1933 году. Служил в той же дивизии в составе Украинского военного округа: был помощником командира взвода в той же школе младшего комсостава, в которой сам ранее учился, с ноября 1934 года — командиром танка 14-го механизированного полка. В ноябре 1935 года направлен на учёбу.
В 1937 году окончил 1-е Ульяновское танковое училище имени В. И. Ленина. Направлен в 12-ю механизированную бригаду Киевского военного округа, служил командиром танкового взвода и командиром разведывательного взвода. В сентябре 1938 года вновь направлен на учёбу, на этот раз в академию. В мае 1941 года окончил Военную академию механизации и моторизации РККА имени И. В. Сталина. С мая 1941 года — помощник начальника 1-го отделения штаба 21-й танковой дивизии в Ленинградском военном округе.
В Великую Отечественную войну воевал на Ленинградском и Калининском фронтах: помощник начальника оперативного отделения (с июля 1941), начальник оперативного отделения (с августа 1941), начальник штаба 21-й танковой дивизии (с октября 1941), начальник штаба 104-й танковой бригады (с февраля 1942), командир 104-й танковой бригады (в июле 1942). В конце июля 1942 года был тяжело ранен в боях на Калининском фронте, после выздоровления с февраля 1943 года преподавал на кафедре тактики в Военной академии механизации и моторизации РККА имени И. В. Сталина. В феврале 1944 года вновь направлен в действующую армию начальником штаба воинской части, с апреля 1944 года — начальником оперативного отдела штаба 4-го гвардейского механизированного корпуса (1944—1945) на 3-м Украинском фронте. В этой должности участвовал в Одесской, Ясско-Кишинёвской, Белградской, Будапештской операциях. Проявил себя умелым и храбрым офицером: за неполные три года пребывания на фронте награждён 4 боевыми орденами.

## Послевоенное время
С конца мая 1945 года — командир 13-й гвардейской механизированной бригады 4-го гвардейского механизированного корпуса, с сентября 1945 года (после переформирования корпуса в дивизию) — командир 13-го гвардейского танкового полка 4-й гвардейской механизированной дивизии, с мая 1946 года — начальник оперативного отдела штаба 3-й гвардейской танковой армии, с июня 1946 года— начальник штаба 4-й гвардейской механизированной дивизии в Южной группе войск. С марта 1947 года — начальник оперативного отдела и с февраля 1948 года — заместитель начальника штаба 5-й гвардейской механизированной армии Резерва Верховного Главнокомандования в Белорусском военном округе. С декабря 1948 года — на учёбе в академии.
В декабре 1950 года окончил Высшую военную академию имени К. Е. Ворошилова. С 1950 года — начальник штаба гвардейской механизированной дивизии. С марта 1951 года — командир 19-й гвардейской механизированной дивизии в Группе советских войск в Германии. С мая 1953 года — начальник штаба 4-й гвардейской механизированной армии, а с декабря 1954 года — первый заместитель командующего 4-й гвардейской механизированной армией. С июня 1956 года — помощник Главнокомандующего — начальник управления боевой подготовки Группы советских войск в Германии. С июля 1957 года — командующий 1-й гвардейской танковой армией (штаб в Дрездене). С апреля 1958 года — командующий 8-й гвардейской общевойсковой армией (штаб в городе Нора, ГДР).

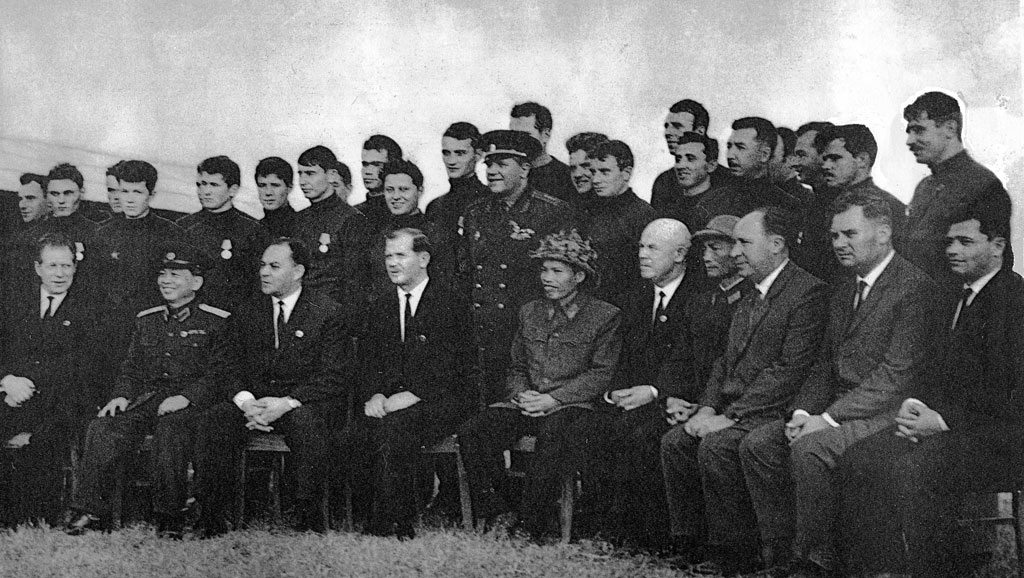
Генерал-полковник В. Ф. Толубко (стоит в центре) после вручения боевых наград участникам войны во Вьетнаме, Ханой, 1966 год.

Когда был создан новый вид войск — Ракетные войска стратегического назначения СССР — Толубко был переведён в них и в марте 1960 года назначен первым заместителем Главнокомандующего РВСН, одновременно с июня 1960 по апрель 1968 года — член Военного совета РВСН. Сыграл большую роль в становлении принципиально нового рода войск. В 1962 году участвовал в организации и проведении операции «Анадырь», отвечая за отправку морскими судами ракетных частей. В 1968 году окончил Высшие академические курсы при Военной академии Генерального штаба Вооружённых сил СССР. В апреле 1968 года возвращён в Сухопутные войска и назначен командующим войсками Сибирского военного округа. С мая 1969 года — командующий войсками Дальневосточного военного округа. Генерал армии (1970). Но затем опять переведён в РВСН и 12 апреля 1972 года назначен Главнокомандующим Ракетными войсками стратегического назначения — заместителем министра обороны СССР. В 1983 году ему было присвоено воинское звание Главный маршал артиллерии. Это единственный случай, когда такое звание было присвоено лицу, имевшему до этого звание «генерал армии», все остальные главные маршалы родов войск ранее имели звание маршала данного рода войск. Деятельность Толубко на посту Главнокомандующего РВСН оценивается большинством военных специалистов позитивно.
Кандидат в члены ЦК КПСС (1971—1976), член ЦК КПСС (1976—1989). Депутат Верховного Совета СССР 8—11 созывов (1970—1989). Почётный гражданин города Одинцово (1984).
10 июля 1985 года освобождён от занимаемой должности и назначен генеральным инспектором Группы Генеральных инспекторов Министерства обороны СССР. Жил в Москве.
Скончался 17 июня 1989 года. Похоронен на Новодевичьем кладбище Москвы.

## Воинские звания
- лейтенант (29.04.1937)
- старший лейтенант (20.04.1940)
- капитан (15.01.1942)
- майор (22.07.1942)
- подполковник (21.02.1943)
- полковник (20.11.1944)
- генерал-майор танковых войск (3.08.1953)
- генерал-лейтенант танковых войск (18.02.1958)
- генерал-полковник (7.05.1960)
- генерал армии (29.04.1970)
- главный маршал артиллерии (25.03.1983).

## Награды
СССР

Могила Толубко на Новодевичьем кладбище Москвы.

- Герой Социалистического Труда (12.08.1976)
- пять орденов Ленина (04.05.1972, 22.11.1974, 12.08.1976, 16.02.1982, 23.11.1984)
- четыре ордена Красного Знамени (09.09.1944, 29.09.1944, 03.11.1953, 22.02.1968)
- орден Богдана Хмельницкого 2-й степени (03.11.1944)
- два ордена Отечественной войны 1-й степени (25.07.1944, 11.03.1985)
- два ордена Красной Звезды (24.06.1948, 03.11.1964)
- орден «За службу Родине в Вооружённых Силах СССР» 3-й степени (17.02.1976)
- медаль «За боевые заслуги» (03.11.1944);
- медали СССР.

Других государств
 НРБ:
- два ордена Народной Республики Болгария 1-й степени (14.09.1974, 22.01.1985)
- медаль «За укрепление братства по оружию» (1974)
- медаль «90 лет со дня рождения Георгия Димитрова» (23.02.1974)
- медаль «100 лет со дня рождения Георгия Димитрова» (1984)
- медаль «100 лет освобождения Болгарии от османского ига» (22.11.1978)
- медаль «1300 лет Болгарии»
- медаль «25 лет Болгарской народной армии» (18.09.1969)
- медаль «30 лет Победы над фашистской Германией» (06.03.1975)
- медаль «40 лет Победы над гитлеровским фашизмом» (16.05.1985)

 ВНР:
- орден Знамени Венгерской Народной Республики (04.04.1985)
- медаль «Братство по оружию» золотой степени (20.06.1980)

 ГДР:
- орден Шарнхорста
- медаль «Братство по оружию» (ГДР) в золоте (23.05.1980)

 Куба:
- Медаль «20 лет РВС Кубы» (22.02.1978)
- Медаль «30 лет РВС Кубы» (24.11.1986)

 МНР:
- орден Красного Знамени (06.07.1971)
- медаль «30 лет Победы над милитаристской Японией»
- медаль «40 лет Халхин-Гольской Победы» (26.11.1979)
- медаль «50 лет Монгольской Народной Армии» (15.03.1971)
- медаль «50 лет Монгольской Народной Революции» (16.12.1971)
- медаль «60 лет Монгольской Народной Армии» (1981)

 ПНР:
- Командор ордена Возрождения Польши (06.10.1973)
- медаль «Братство по оружию»

 СР Румыния
- орден «23 августа»
- орден Тудора Владимиреску 2-й степени (1974)

 Чехословакия:
- медаль «За укрепление дружбы по оружию» 1-й степени (20.03.1970)
- медаль «В память 20-летия Словацкого восстания 1944 года»
- медаль «40 лет освобождения Чехословакии Советской армией» (28.03.1985)

 Югославия:
- орден Партизанской Звезды 1-й степени (06.11.1944)

## Сочинения
- Толубко В. Ф., Барышев Н. И. На южном фланге. Боевой путь 4-го гвардейского механизированного корпуса (1942–1945 гг.). — М.: Наука, 1973. — 400 с.
- Толубко В. Ф. Ракетные войска. — М.: Знание, 1977.
- Толубко В. Ф. Неделин. Первый главком стратегических. — М.: Молодая гвардия, 1979. — 222 с. — (Жизнь замечательных людей. Серия биографий. Вып. 4(590)).
- Толубко В. Ф. Жить — Родине служить. — М.: Изд-во ДОСААФ, 1978. — 87 с., 5 л. ил.
- Толубко В. Ф., Барышев Н. И. От Видина до Белграда. Ист.-мемуарный очерк о боевых действиях советских танкистов в Белградской операции / Под ред. и с предисл. В. Ф. Чижа. — М.: Наука, 1968. — 240 с., 1 л. план.: ил.
- Толубко В. Ф. На южном фланге. — М.: Наука (издательство), 1973. — 398 с. — (Вторая мировая война в исследованиях, воспоминаниях, документах). — 30 000 экз.
- Толубко В. Ф. Артиллерия 3-го Украинского фронта в Ясско-Кишинёвской операции // Военно-исторический журнал. — 1979. — № 8. — С. 25—30.
- Толубко В. Ф. В Боях за освобождение Чехословакии // Военно-исторический журнал. — 1980. — № 5. — С. 29—35.

## Память
- Почётный гражданин города Одинцово (Московская область), Комрат (Молдова).
- В городе Одинцово установлен его бюст, его имя также присвоено улице в микрорайоне 7-а этого города[11].